# Alcméon (archonte)
Pour les articles homonymes, voir Alcméon.
Alcméon, en grec ancien : Ἀλκμαίων, est, selon la tradition, le 13e et dernier archonte perpétuel d'Athènes, de l'illustre famille des Alcméonides. Il gouverna pendant les années 756 et 753 av. J.-C. Après lui les archontes ne furent nommés que pour 10 ans.
Il s'agit probablement d'un personnage légendaire. En effet, l'époque où il est censé exercer son archontat correspond aux derniers temps de la monarchie à Athènes. Selon l'historien français Pierre Carlier, les oligarques qui prirent le pouvoir après la chute de la monarchie dans la cité (vers 752 av. J.-C.) et mirent en place l'archontat faisaient remonter l'origine de leur régime politique au XIe siècle av. J.-C. et créèrent une liste de personnages, pour la plupart légendaires, remontant à cette époque reculée, à une époque où Athènes était sans aucun doute encore une monarchie, la liste débutant en 1068 av. J.-C.